# براهنگ
براهنگ، روستایی در دهستان جکدان بخش مرکزی شهرستان بشاگرد در استان هرمزگان ایران است.

## جمعیت
بر پایه سرشماری عمومی نفوس و مسکن در سال ۱۳۹۵، جمعیت این روستا برابر با ۱۸۳ نفر (۵۱ خانوار) بوده‌است.